# Графтон (Массачусетс)
Графтон (англ. Grafton) — місто (англ. town) в США, в окрузі Вустер штату Массачусетс. Населення — 19 664 особи (2020).

## Демографія
Згідно з переписом 2010 року, у місті мешкало 17 765 осіб у 6892 домогосподарствах у складі 4736 родин. Було 7177 помешкань
Расовий склад населення:
| - 88,6 % — білих - 7,7 % — азіатів - 1,1 % — чорних або афроамериканців - 0,1 % — корінних американців |

До двох чи більше рас належало 1,7 %. Частка іспаномовних становила 2,3 % від усіх жителів.
За віковим діапазоном населення розподілялося таким чином: 25,6 % — особи молодші 18 років, 63,6 % — особи у віці 18—64 років, 10,8 % — особи у віці 65 років та старші. Медіана віку мешканця становила 39,2 року. На 100 осіб жіночої статі у місті припадало 93,9 чоловіків;  на 100 жінок у віці від 18 років та старших — 91,4 чоловіків також старших 18 років.
Середній дохід на одне домашнє господарство  становив 123 691 долар США (медіана — 100 605), а середній дохід на одну сім'ю — 146 421 долар (медіана — 128 937). Медіана доходів становила 82 018 доларів для чоловіків та 62 358 доларів для жінок. За межею бідності перебувало 5,7 % осіб, у тому числі 5,2 % дітей у віці до 18 років та 9,7 % осіб у віці 65 років та старших.
Цивільне працевлаштоване населення становило 9979 осіб. Основні галузі зайнятості: освіта, охорона здоров'я та соціальна допомога — 24,7 %, науковці, спеціалісти, менеджери — 17,6 %, роздрібна торгівля — 11,8 %, виробництво — 11,3 %.